# Lonicera vaccinioides
Lonicera vaccinioides är en kaprifolväxtart som beskrevs av Alfred Rehder. Lonicera vaccinioides ingår i släktet tryar, och familjen kaprifolväxter. Inga underarter finns listade i Catalogue of Life.